# 風の時代
「風の時代」（かぜのじだい）は藤井フミヤ15枚目のシングル。1999年5月12日にソニー・ミュージックアソシエイテッドレコーズからリリースされた。

## 概要
「風の時代」はテレビ朝日系木曜ドラマ『恋の奇跡』主題歌。「I・N・G」はデジタルツーカー中国（現：ソフトバンクモバイル）CMソング。本作と7月1日発売アルバム『2000-1』をダブル購入者から抽選で50名に「藤井フミヤオリジナルヘッドフォン」がプレゼントされた。

## 収録曲
全曲編曲：有賀啓雄
1. 風の時代
作詞：藤井フミヤ、作曲：増本直樹、
2. I・N・G
作詞・作曲：藤井フミヤ
3. 風の時代 (instrumental)

## 収録アルバム
- オリジナル『2000-1』（1999年7月1日）
- ベスト『FUMIYA FUJII ANNIVERSARY BEST "15/25"』(2008年6月7日)